# 希望のうた/おはようユニバース
「希望のうた/おはようユニバース」（きぼうのうた/おはようユニバース）は、MISIAの配信限定シングル。アリオラジャパンから2022年10月21日に配信された。

## 概要
本作は、MISIAのデビュー25周年の幕開けを告げる2曲が収録されている。
「希望のうた」は、矢野顕子が作詞・作曲を担当した。同曲は、矢野の楽曲「音楽はおくりもの」にMISIAがコーラスで参加したのをきっかけに、2人の交流を通じて生まれた楽曲で、希望と平和への願いを込めた楽曲になっている。同曲は『NHK紅白歌合戦』で2回披露されており、第73回（2022年）では紅組トリで歌唱された。第75回（2024年）では大トリで、矢野のピアノ演奏との共演で歌唱された。
「おはようユニバース」はMISIAが作詞した。同曲はTBS系情報番組『THE TIME,』テーマソングと、ファイントゥデイ資生堂「TSUBAKI」CMソングに使用された。

## 収録曲
| #         | タイトル                                                                                                  | 作詞      | 作曲      | 編曲       | 時間 |
| --------- | --- | --------- | --------- | ---------- | ---- |
| 1.        | 「希望のうた」(SONY「WF-1000XM5」CMソング)                                                                | 矢野顕子  | 矢野顕子  | 荒木真樹彦 | 5:22 |
| 2.        | 「おはようユニバース」(TBS系情報番組『THE TIME,』テーマソング、ファイントゥデイ資生堂「TSUBAKI」CMソング) | MISIA     | 松本俊明  | CHOKKAKU   | 4:16 |
| 合計時間: | 合計時間:                                                                                                 | 合計時間: | 合計時間: | 合計時間:  | 9:38 |